# Krabbenscheermot
De krabbenscheermot (Parapoynx stratiotata) is een vlinder uit de familie van de grasmotten (Crambidae). 
Er is sprake van seksuele dimorfie bij de imago. De spanwijdte van het mannetje bedraagt tussen de 20 en 24 millimeter, deze heeft roomwit als grondkleur. De spanwijdte van het wijfje bedraagt tussen de 28 en de 30 millimeter en heeft een donkerder grondkleur. De vlek van een donker ringetje met witte kern onderscheidt deze soort van soortgelijke vlinders. De vlinder komt verspreid over Europa voor.
De soort overwintert als rups. Het is een van de weinige soorten vlinders waarvan de rups in het water leeft. Om onder water te kunnen ademen, zijn de achterlijfssegmenten van de rups voorzien van fijnvertakte kieuwen.

## Waardplanten
De krabbenscheermot heeft waterplanten zoals witte waterlelie, fonteinkruid, sterrenkroos, grof hoornblad, brede waterpest, gele plomp en krabbenscheer als waardplanten.

## Verspreiding
Deze soort komt in alle landen van Europa voor, behalve IJsland. Verder komt de krabbenscheermot voor in Marokko, Rusland, Turkije, Libanon, Iran en China.

### Voorkomen in Nederland en België
De krabbenscheermot is in Nederland en in België een algemene soort in natte gebieden. De vliegt van mei tot september.